# Муглалис, Анна
Анна Муглалис (фр. Anna Mouglalis; род. 26 апреля 1978, Фрежюс, Франция) — французская актриса театра и кино.

## Юность и карьера
Родилась в Фрежюсе, Вар, в семье матери-француженки и отца-грека. Свою юность она провела в департаменте Вар, а потом вместе с семьей переехала в Нант. Её отец работает доктором, а мать — физиотерапевтом.
До 2001 года Муглалис обучалась в Национальной высшей театральной консерватории Парижа под руководством Даниэля Месгича. Помимо родного французского языка, она свободно говорит по-английски, по-итальянски и по-испански, а также в некоторой степени понимает греческий язык.
В 1997 году Муглалис начала актёрскую карьеру. Её дебютом стала роль в фильме La Nuit du Titanic. В том же году она была отобрана Фрэнсисом Жиродом для фильма Terminal. В 2000 году она снялась вместе с Изабель Юппер в фильме Клода Шаброля «Спасибо за шоколад». После съемок в фильме «Ново» Жана-Пьера Лимосина она сыграла в триллере «Странное преступление». В 2003 году последовали съемки в фильме La Maladie de la mort, который был показан на Венецианском кинофестивале. В этом же году она снялась в греческом фильме, под названием Real Life. В 2005 году она снялась в двух итальянских картинах: «Криминальный роман» и Mare buio.
В телевизионном фильме под названием «Любовники Кафе де Флор» режиссёра Илана Дюрана Коэна Муглалис сыграла Симону де Бовуар, а Жан-Поля Сартра — Лоран Дойч. Вместе они добились большого общественного и критического триумфа. Критики высоко оценили их игру.
Наряду с карьерой актрисы, Муглалис начала успешную карьеру модели. В 2002 году она была лицом рекламной кампании парфюма Allure de Chanel. Карл Лагерфельд называл её своей музой , она рекламировала сумки Chanel, изысканные ювелирные изделия и часы.
В 2009 году Муглалис сыграла Коко Шанель в фильме «Коко Шанель и Игорь Стравинский» режиссёра Жана Кунена. Фильм был выбран для закрытия Каннского кинофестиваля 2009 года.

## Фильмография
- 1998 — Terminale

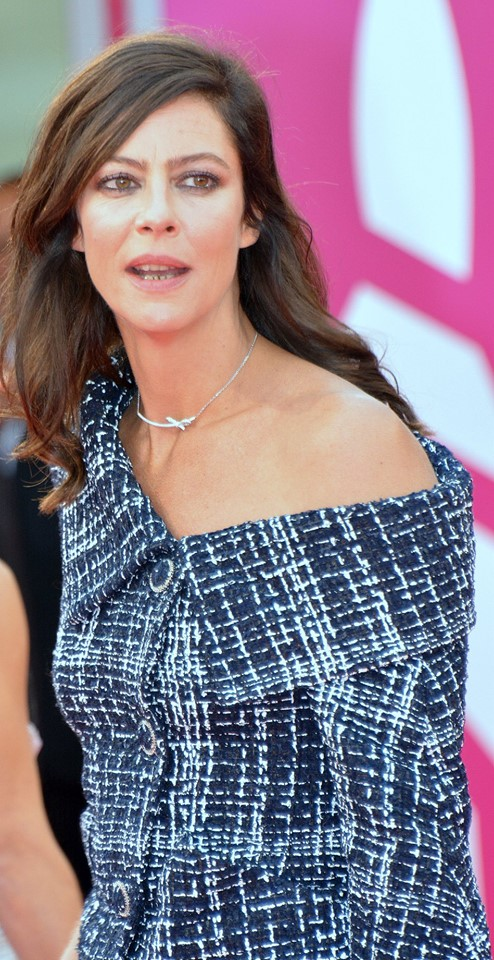
Анна Муглалис на фестивале американского кино в Довиле (2019)

- 2000 — Пленница / La Captive — Изабель
- 2000 — Спасибо за шоколад / Merci pour le chocolat — Жанна Полле
- 2000 — Древняя история / De l'histoire ancienne — медсестра
- 2002 — Волк с западного побережья / Le Loup de la côte Ouest — Май
- 2002 — Без памяти / Novo — Ирен
- 2002 — Новая жизнь / La Vie nouvelle — Мелания
- 2003 — Лео играет: В компании мужчин / Léo, en jouant « Dans la compagnie des hommes »
- 2004 — Странное преступление / Sotto falso nome
- 2004 — Когда нас не станет / En attendant le déluge  — Милена
- 2005 — Криминальный роман / Romanzo criminale — Патриция / Чинция
- 2006 — Темное море / Mare nero — Вероника
- 2006 — Любовники Кафе де Флор / Les Amants du Flore — Симона де Бовуар
- 2008 — Я всегда хотел быть гангстером / J'ai toujours rêvé d'être un gangster — официантка Сюзи
- 2009 — Коко Шанель и Игорь Стравинский / Coco Chanel et Igor Stravinsky — Коко Шанель[6]
- 2010 — Генсбур. Любовь хулигана / Gainsbourg (vie héroïque) — Жюльетт Греко
- 2010 — Последний Мамонт Франции / Mammuth — псевдоинвалид
- 2012 — Поцелуй проклятой / Kiss of the Damned — Ксения
- 2013 — Ревность / La Jalousie — Клаудия
- 2014 — Поездка / Un voyage — Мона
- 2021 — Событие / L'Événement
- 2025 — Микки-17 / Mickey 17 — озвучание, голос Матки
- 2025 — Дэллоуэй / Dalloway

## Личная жизнь
7 марта 2007 года Муглалис родила дочь по имени Сол от французского режиссёра Сэмюэля Бенчетри.